# Compsibidion ilium
Compsibidion ilium är en skalbaggsart som först beskrevs av Thomson 1864.  Compsibidion ilium ingår i släktet Compsibidion och familjen långhorningar. Inga underarter finns listade i Catalogue of Life.